# W imię miłości: Teksańska tragedia
W imię miłości: Teksańska tragedia lub W imieniu miłości: Tragedia w Teksasie (ang. In the Name of Love: A Texas Tragedy) – amerykański dramat obyczajowy z 1995 roku napisany przez Danielle Hill oraz wyreżyserowany przez Billa D’Elia. Wyprodukowany przez 20th Century Fox Television, Art Harris Productions, Bailey Farms Partnership, Gary Hoffman Productions i Westgate Productions.
Premiera filmu miała miejsce 12 września 1995 roku w Stanach Zjednoczonych.

## Fabuła
Luke Constable (Michael Hayden), sparaliżowany wskutek wypadku samochodowego, odzyskuje psychiczną równowagę. Poznaje Laurette (Laura Leighton), z którą zaczyna się spotykać. Cóż z tego, skoro jego wpływowy dziadek nie wierzy w miłość dziewczyny i posądzając ją o wyrachowanie, robi wszystko, by ich rozdzielić.

## Obsada
- Laura Leighton jako Laurette Wilder
- Michael Hayden jako Luke Constable
- Richard Crenna jako Lucas Constable Sr.
- Bonnie Bartlett jako ciocia Alice
- Rebeccah Bush jako Pamela Jo Peyton
- Akin Babatunde jako Herschel
- Todd Terry jako Billy Farber
- David Denney jako Cheeter
- Neith Hunter jako Elaine Phelps
- Travis Davis jako Terry Buffet
- Alissa Alban jako Victoria Jennings

i inni